# Autódromo de Modena
O Autódromo de Módena (ou em italiano: Aerautódromo di Modena) foi um circuito de rua permanente na cidade de mesmo nome, na Itália. Construído usando as pistas de um aeroporto, foi aberto em 1950 e fechado em 1975, possuía 2.3 km de extensão e 8 curvas. Era a casa do Grande Prêmio de Módena. 
Durante seus anos de existência, sediou por duas vezes uma corrida não-oficial da Fórmula 1 em 1957, vencida por Jean Behra, e em 1961, vencida por Stirling Moss
Na década de 1970, o circuito foi comprado pela Ferrari, que construiu em seu lugar o Circuito de Fiorano. Hoje em dia, não se encontram resquícios do autódromo.

## Vencedores do Grande Prêmio de Módena
| Ano  | Título                        | Piloto                        | Carro                            | Classe               |
| ---- | ----------------------------- | ----------------------------- | -------------------------------- | -------------------- |
| 1927 | I Circuito di Modena          | Enzo Ferrari / Giulio Ramponi | Alfa Romeo 6C 1500 SS            | Fórmula Libre        |
| 1928 | II Circuito di Modena         | Enzo Ferrari / Eugenio Siena  | Alfa Romeo 6C 1500 SS Compressor | Fórmula Libre        |
| 1934 | III Circuito di Modena        | Tazio Nuvolari                | Maserati 6C 34                   | Grande Prêmio        |
| 1934 | III Circuito di Modena Junior | Raffaele Cecchini             | MG K3                            | Voiturette (1100 cc) |
| 1935 | IV Circuito di Modena         | Tazio Nuvolari                | Alfa Romeo 8C                    | Grande Prêmio        |
| 1935 | IV Circuito di Modena Junior  | Ippolito Berrone              | Maserati 4CM-1500                | Voiturette           |
| 1936 | V Circuito di Modena          | Tazio Nuvolari                | Alfa Romeo 12C-36                | Grande Prêmio        |
| 1936 | V Circuito di Modena Junior   | Carlo Felice Trossi           | Maserati 6CM                     | Voiturette           |
| 1938 | VI Circuito di Modena         | Franco Cortese                | Maserati 6CM                     | Voiturette           |
| 1946 | VII Circuito di Modena        | Franco Cortese                | Lancia Astura Spider             | Esporte              |
| 1947 | VIII Circuito di Modena       | Alberto Ascari                | Maserati A6                      | Esporte              |
| 1950 | I Gran Premio di Modena       | Alberto Ascari                | Ferrari 166 F2/50                | Fórmula 2            |
| 1951 | II Gran Premio di Modena      | Alberto Ascari                | Ferrari 500 F2                   | Fórmula 2            |
| 1952 | III Gran Premio di Modena     | Luigi Villoresi               | Ferrari 500 F2                   | Fórmula 2            |
| 1953 | IV Gran Premio di Modena      | Juan Manuel Fangio            | Maserati A6 GCM/53               | Fórmula 2            |
| 1957 | V Gran Premio di Modena       | Jean Behra                    | Maserati 250F                    | Fórmula 1            |
| 1960 | VI Gran Premio di Modena      | Joakim Bonnier                | Porsche 718/2                    | Fórmula 2            |
| 1961 | VII Gran Premio di Modena     | Stirling Moss                 | Lotus 18/21-Climax               | Fórmula 1            |